# Rue Gabriel-Péri (Le Pré-Saint-Gervais)
Pour les articles homonymes, voir Rue Gabriel-Péri.
La rue Gabriel-Péri est une artère importante de la ville du Pré-Saint-Gervais.

## Situation et accès
Cette rue suit le tracé de la route départementale D 35bis qui part de l'avenue de la Porte-Chaumont et est continuée par la rue Honoré-d'Estienne-d'Orves (anciennement rue de La Villette).
À partir du croisement de la rue André-Joineau, elle traverse le carrefour de l'avenue Jean-Jaurès et de l'avenue Francisco-Ferrer, laisse sur sa gauche la rue Gutenberg et la rue Michelet, avant de se terminer au croisement de la rue Jules-Auffret et de la rue Méhul à Pantin.

## Origine du nom

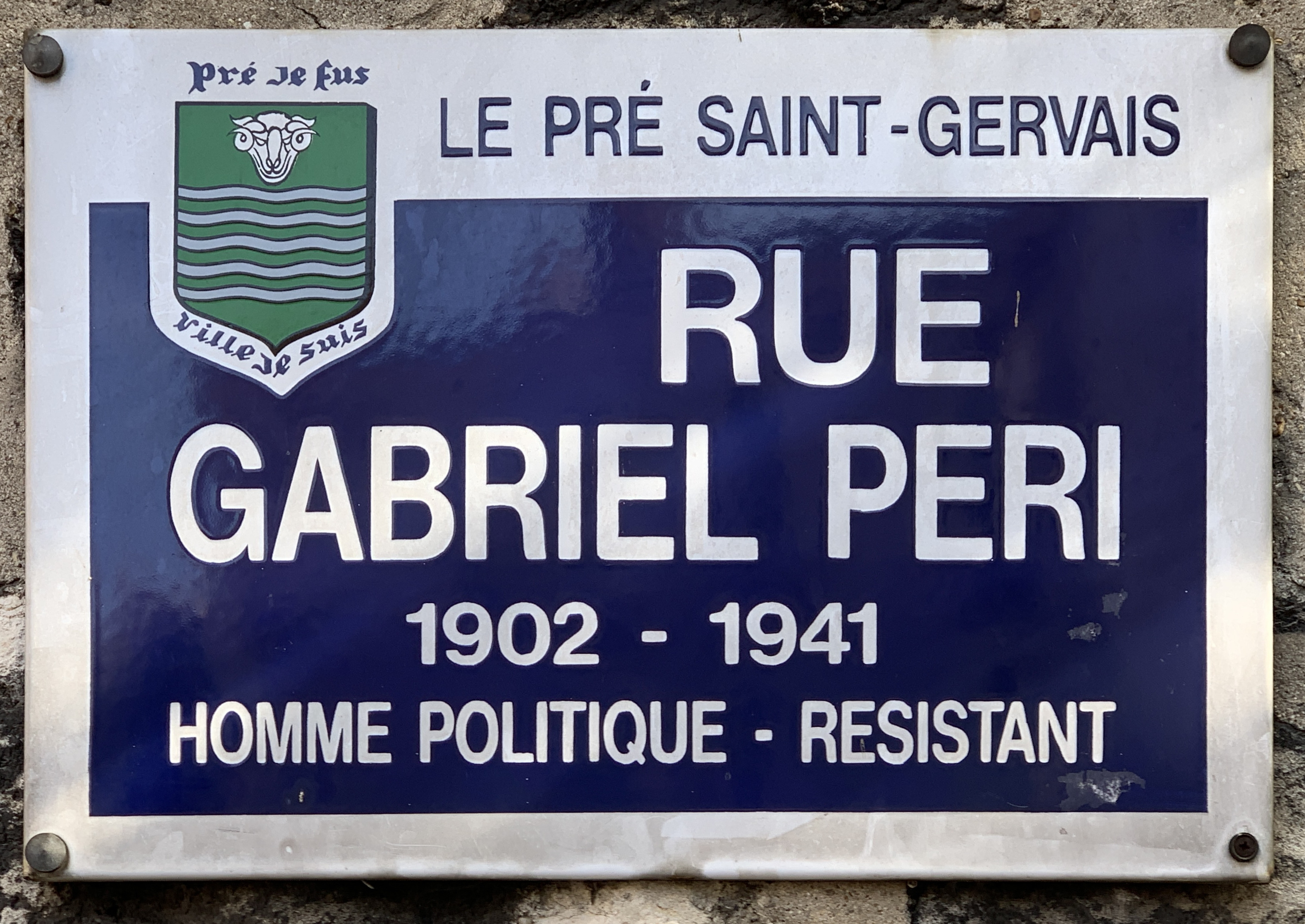
Plaque de la rue.

Elle porte le nom du journaliste Gabriel Péri (1902-1941), arrêté comme résistant et fusillé comme otage.

## Historique

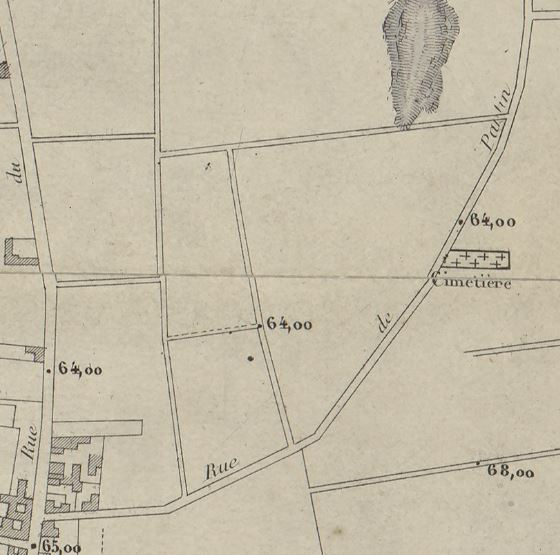
Cimetière communal du Pré-Saint-Gervais et rue de Pantin en 1856.

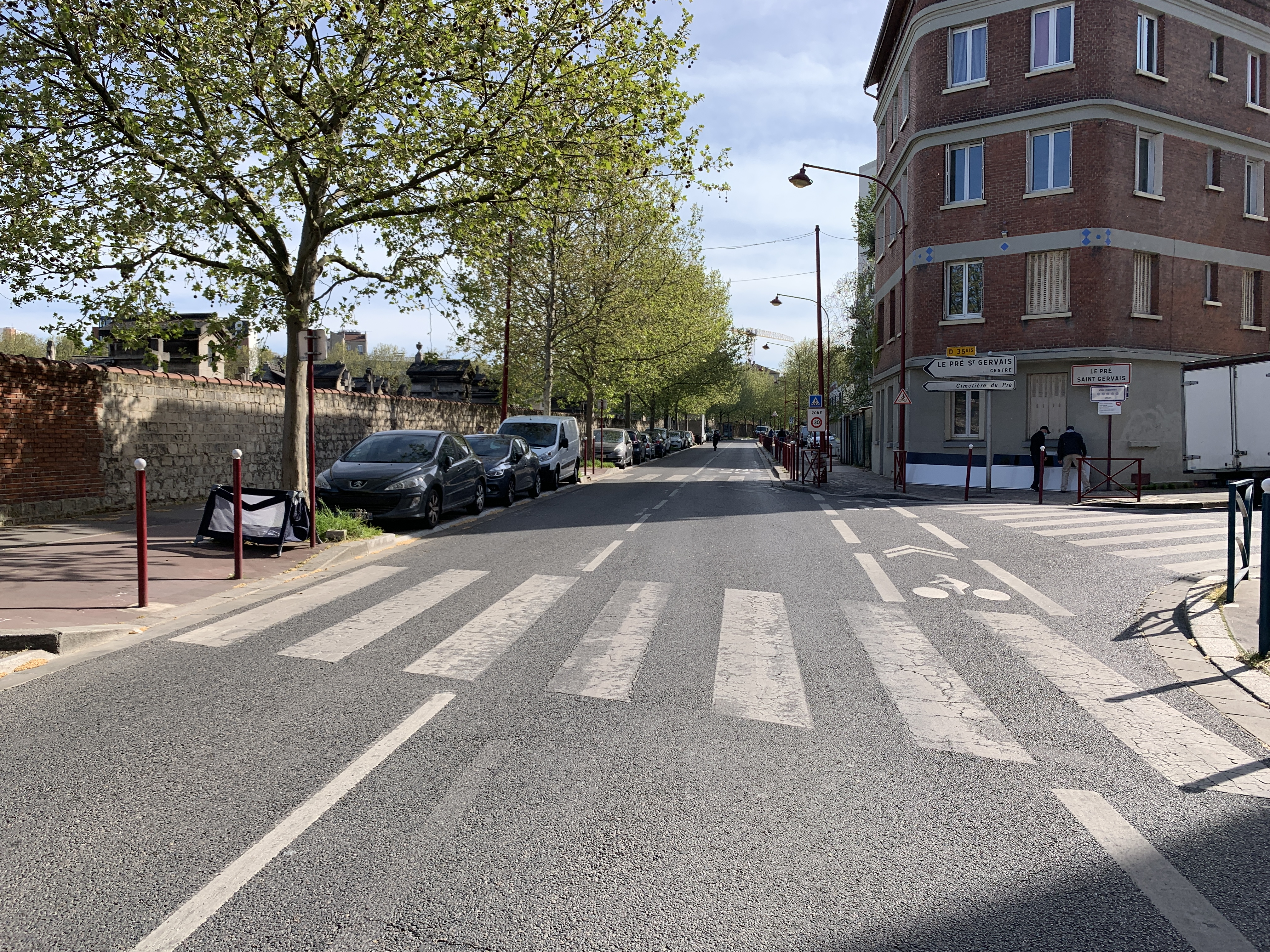
La rue vers les rues Michelet et Méhul situées à Pantin.

La rue Gabriel-Péri s'appelait autrefois rue de Pantin, ville qu'elle rejoint à son extrémité nord.
En décembre 1856, elle apparaît sur le plan des sources de Belleville, situées sur les collines de Belleville, de Ménilmontant et du Pré-Saint-Gervais.
Sur le même plan, le cimetière apparaît peu d'années après sa création, et n'y a pas encore subi ses agrandissements successifs.

## Bâtiments remarquables et lieux de mémoire
- Cimetière communal du Pré-Saint-Gervais[5]